# 안민수
안민수(安民洙, 1940년~2019 5월 23일)는 한국의 연출가이다.

## 생애
경기도 광주에서 태어났다. 한국외대 불문과를 졸업하고 1964년 서울연극학교(현 서울예술대학교) 연극과에 입학하여 '동랑레퍼터리극단'에서 배우로 출발, <동굴> <인간적인 너무나 인간적인> 등에 출연하다가 하와이로 건너가 하와이대학교 대학원에서 연극연출을 수학했다. 귀국 후 <리어왕>을 연출하여 소위 잔혹극(殘酷劇)의 예범을 보여준 그는 계속해서 <태(胎)> <보이체크> 등으로 주목을 끌었다. 유덕형과는 약간 달리 한국적 입장에서 동작 중심 연극을 수용하는 그는 <하멸태자>에서 그의 실험을 다시 보여주었다. 전통적 민속극인 판소리·탈춤 등을 현대극에 도입하는 그는 인간을 광인(狂人)으로 보고 연출각도를 맞춰 나간다.
77년도에는 <하멸태자>와 <태>를 갖고 구미 순회 공연을 하여 절찬을 받았다. 제1회 한국연극상을 수상한 그는 현재 예술전문학교 학감으로 있다.

2019년 5월 23일, 오후 3시께 별세했다.